# Washington Aguerre
Washington Omar Aguerre Lima (ur. 23 kwietnia 1993 w Artigas) – urugwajski piłkarz występujący na pozycji bramkarza, od 2025 roku zawodnik kolumbijskiego Independiente Medellín.